# Мартинес, Армандо (боксёр, 1995)
Армандо Мартинес (исп. Armando Martinez; 27 марта 1995, Гавана, Куба) — кубинский боксёр-профессионал.
Победитель (2016), серебряный (2014, 2017) и бронзовый (2015) призёр чемпионата Кубы среди любителей.

## Любительская карьера

### Чемпионат Кубы 2014
Выступал в лёгкой весовой категории (до 60 кг). В 1/8 финала победил Рэя Кихано. В четвертьфинале победил Юниора Вальдеса. В полуфинале победил Виктора Агилара. В финале проиграл Ласаро Альваресу.

### Чемпионат Кубы 2015
Выступал в лёгкой весовой категории (до 60 кг). В 1/8 финала победил Хосе Исагирре. В четвертьфинале победил Андреса Гарсию. В полуфинале проиграл Пабло Висенте.

### World Series of Boxing2016
Представлял команду «Cuba Domadores». Выступал в лёгкой весовой категории (до 60 кг). 1 апреля 2016 года победил китайца Ван Юна.

### Чемпионат Кубы 2016
Выступал в лёгкой весовой категории (до 60 кг). В 1/8 финала победил Янниера Бесса. В четвертьфинале победил Арнальдо Вегу. В полуфинале победил Хосе Мигеля Веру. В финале победил Дариески Пальмеро.

### World Series of Boxing 2017
Представлял команду «Cuba Domadores». Выступал в лёгкой весовой категории (до 60 кг). 17 февраля 2017 года победил аргентинца Хоэля Мофоада. 17 марта 2017 года победил венесуэльца Луиса Анхеля Кабреру.

### Чемпионат Кубы 2017
Выступал в лёгкой весовой категории (до 60 кг). В 1/8 финала победил Виктора Агилара. В четвертьфинале победил Маикеля Колумбе. В полуфинале победил Дариески Пальмеро. В финале проиграл Ласаро Альваресу.

## Профессиональная карьера
Дебютировал на профессиональном ринге 24 июля 2021 года, победив нокаутом во 2-м раунде.
11 апреля 2025 года нокаутировал в 3-м раунде бывшего претендента на титул чемпиона мира в легчайшем весе мексиканца Альберто Гевару.

## Статистика боёв
В таблице перечислены результаты всех поединков боксёров.
В каждой строке указан результат поединка. Дополнительно номер поединка обозначен цветом, который обозначает итог поединка. Расшифровка обозначений и цветов представлена в нижеследующей таблице.
| Пример | Расшифровка                     |
| ------ | ------------------------------- |
|        | Победа                          |
|        | Ничья                           |
|        | Поражение                       |
|        | Планируемый поединок            |
|        | Поединок признан несостоявшимся |
| КО     | Нокаут                          |
| ТКО    | Технический нокаут              |
| PTS    | Решение судей (по очкам)        |
| UD     | Единогласное решение судей      |
| MD     | Решение большинства судей       |
| SD     | Раздельное решение судей        |
| RTD    | Отказ от продолжения боя        |
| DQ     | Дисквалификация                 |
| NC     | Поединок признан несостоявшимся |

| Бой | Дата             | Соперник                           | Место проведения                                            | Результат | Примечание                                                     |
| --- | ---------------- | ---------------------------------- | ----------------------------------------------------------- | --------- | -------------------------------------------------------------- |
| 15  | 11 апреля 2025   | Альберто Гевара (27-7)             | Seminole Hard Rock Hotel and Casino, Холливуд, Флорида, США | TKO3 (10) |                                                                |
| 14  | 22 февраля 2025  | Йоандрис Салинас (23-2-2)          | Seminole Hard Rock Hotel and Casino, Холливуд, Флорида, США | TKO8 (10) |                                                                |
| 13  | 6 декабря 2024   | Йосдиэль Наполес (6-0)             | Seminole Hard Rock Hotel and Casino, Холливуд, Флорида, США | TKO6 (10) |                                                                |
| 12  | 11 октября 2024  | Д’Анджело Киз (18-4)               | Seminole Hard Rock Hotel and Casino, Холливуд, Флорида, США | TKO8 (10) |                                                                |
| 11  | 20 января 2024   | Браулио Родригес (20-8)            | Seminole Hard Rock Hotel and Casino, Холливуд, Флорида, США | TKO2 (8)  |                                                                |
| 10  | 10 ноября 2023   | Алдимар Силва (22-24)              | Bridgewater Vets Club, Бриджуотер, Массачусетс, США         | TKO1 (8)  |                                                                |
| 9   | 26 ноября 2022   | Дамиан Алехандро Рохас (16-2-1)    | Hilton Palm Jumeirah, Дубай, ОАЭ                            | TKO3 (10) | Завоевал вакантный титул WBC FECARBOX в лёгком весе.           |
| 8   | 17 сентября 2022 | Эл Тойгон (13-6-1)                 | Cuban Boxing Club, Дубай, ОАЭ                               | TKO3 (8)  |                                                                |
| 7   | 18 июня 2022     | Фернандо Даниэль Кансино (11-10-1) | Caesars Palace Dubai, Дубай, ОАЭ                            | UD8 (8)   | Счёт: 80-72 (все).                                             |
| 6   | 4 июня 2022      | Муроджон Ёкубов (8-0)              | Dubai Maritime City, Дубай, ОАЭ                             | TKO7 (8)  | Завоевал вакантный титул WBC Middle East Silver в лёгком весе. |
| 5   | 26 февраля 2022  | Джексон Малининги (11-5-1)         | Dubai Marina, Дубай, ОАЭ                                    | TKO6 (8)  |                                                                |
| 4   | 15 декабря 2021  | Халид Манже (9-4)                  | Cuban Boxing Club, Дубай, ОАЭ                               | TKO2 (8)  |                                                                |
| 3   | 21 ноября 2021   | Абдулла Хоссейни (дебют)           | Cuban Boxing Club, Дубай, ОАЭ                               | KO2 (4)   |                                                                |
| 2   | 23 октября 2021  | Япал Яганадан (0-2)                | Conrad Dubai, Дубай, ОАЭ                                    | TKO3 (4)  |                                                                |
| 1   | 24 июля 2021     | Ахмад Явари (дебют)                | Round 10 Boxing Club, Дубай, ОАЭ                            | TKO2 (4)  |                                                                |
| Бой | Дата             | Соперник                           | Место проведения                                            | Результат | Примечание                                                     |

## Титулы и достижения

### Любительские
- 2014  Серебряный призёр чемпионата Кубы в лёгком весе (до 60 кг).
- 2015  Бронзовый призёр чемпионата Кубы в лёгком весе (до 60 кг).
- 2016  Чемпион Кубы в лёгком весе (до 60 кг).
- 2017  Серебряный призёр чемпионата Кубы в лёгком весе (до 60 кг).

### Профессиональные
- Титул WBC Middle East Silver в лёгком весе (2022).
- Титул WBC FECARBOX в лёгком весе (2022—2023).